# Crossgate
La ville de Crossgate est située dans le comté de Jefferson, dans l’État du Kentucky, aux États-Unis. Sa population s’élevait à 225 habitants lors du recensement de 2010, estimée à 229 habitants en 2016.

## Source
- (en) Cet article est partiellement ou en totalité issu de l’article de Wikipédia en anglais intitulé « Crossgate, Kentucky » (voir la liste des auteurs).